# Базна
Базна (рум. Bazna) — село у повіті Сібіу в Румунії. Адміністративний центр комуни Базна.
Село розташоване на відстані 241 км на північний захід від Бухареста, 47 км на північ від Сібіу, 82 км на південний схід від Клуж-Напоки, 119 км на північний захід від Брашова.

## Населення
За даними перепису населення 2002 року у селі проживали 1727 осіб.
Національний склад населення села:
| Національність | Кількість осіб | Відсоток |
| -------------- | -------------- | -------- |
| румуни         | 1076           | 62,3%    |
| цигани         | 518            | 30,0%    |
| угорці         | 110            | 6,4%     |
| німці          | 20             | 1,2%     |

Рідною мовою назвали:
| Мова      | Кількість осіб | Відсоток |
| --------- | -------------- | -------- |
| румунська | 1590           | 92,1%    |
| угорська  | 100            | 5,8%     |
| німецька  | 19             | 1,1%     |
| циганська | 15             | 0,9%     |